# Attractiepark Slagharen
Attractiepark Slagharen est un parc d'attractions situé à Slagharen, dans la commune de Hardenberg, aux Pays-Bas. Le parc accueille chaque année plus d'un million de visiteurs, se plaçant ainsi parmi les grands parcs de loisirs néerlandais. Le parc dispose également d'un parc de bungalows.

## Histoire
Il a été ouvert en 1963 sous le nom Ponypark Slagharen puis fut rebaptisé de son nom actuel en 1998. Le parc était sous la direction de la famille Bemboom et plus précisément de Henk Bemboom. Le thème parc est le Far West. En 1981, un incendie a sinistré une partie du parc.
En 2010, Attractiepark Slagharen est le deuxième parc néerlandais en termes de fréquentation. Il reçoit 1,5 million de visiteurs, derrière les 4 millions d'Efteling.
Le 15 mars 2012, un communiqué officiel annonce l'achat de Attractiepark Slagharen par Parques Reunidos à la famille Bemboom,.

## Le parc d'attractions

### Les montagnes russes
| Nom        | Type                     | Constructeur | Année |
| ---------- | ------------------------ | ------------ | ----- |
| Gold Rush  | Montagnes russes lancées | Gerstlauer   | 2017  |
| Mine Train | Vekoma Junior Coaster    | Vekoma       | 2001  |

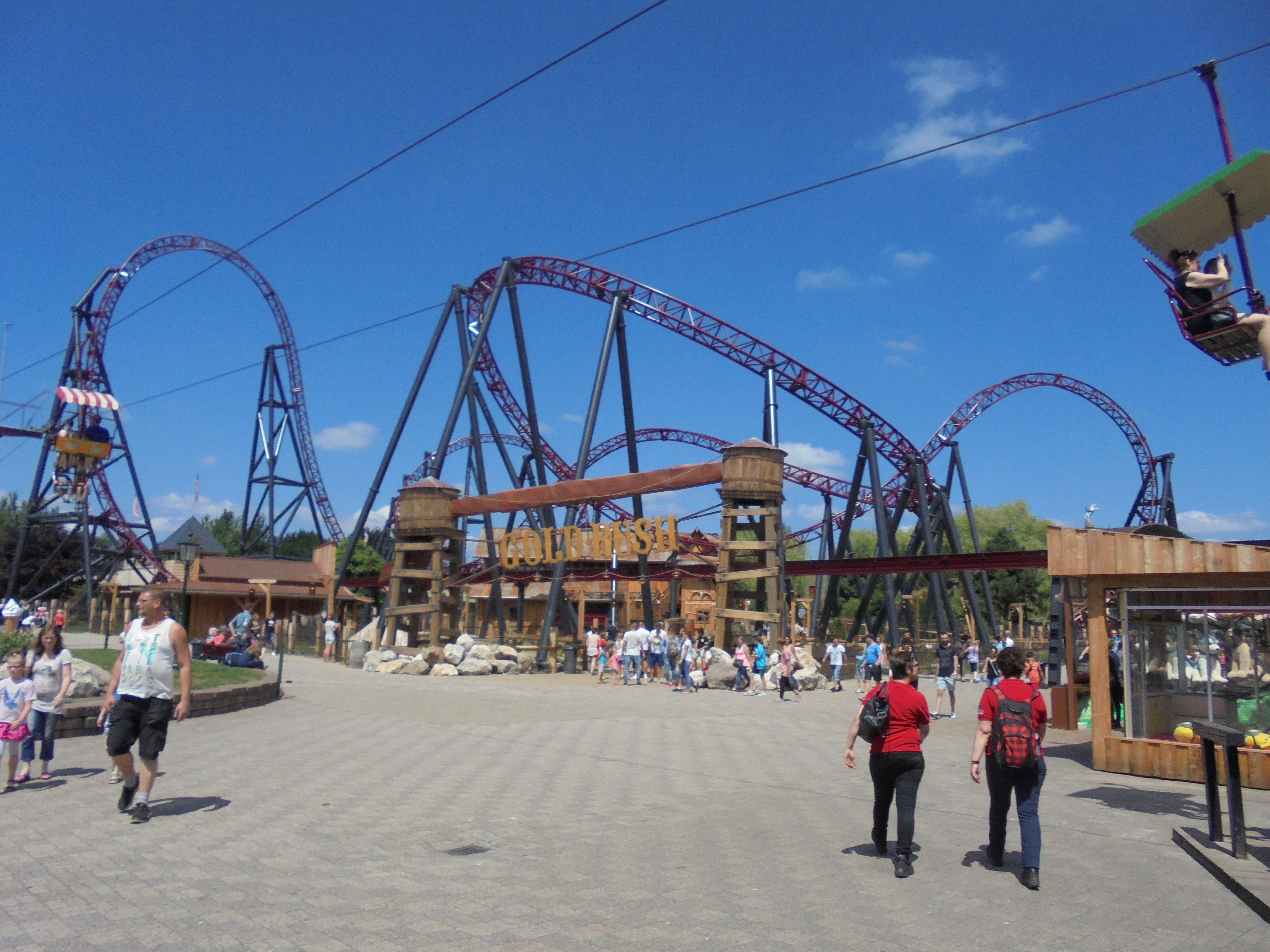
Gold Rush
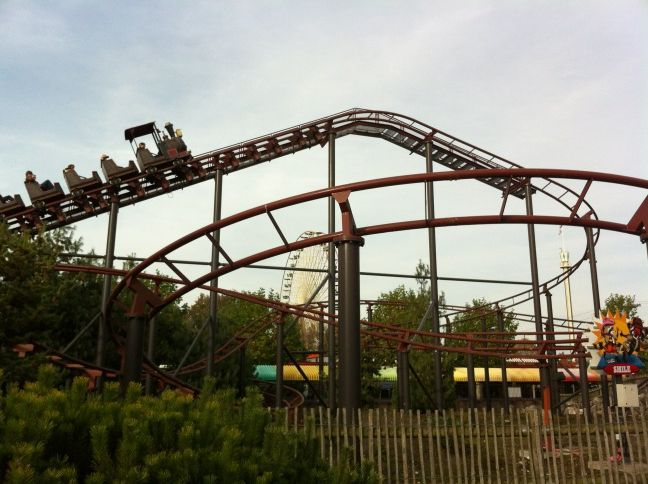
Mine Train

#### Disparues
| Nom          | Type/ Modèle                     | Constructeur      | Ouverture | Fermeture |
| ------------ | -------------------------------- | ----------------- | --------- | --------- |
| Keverbaan    | Montagnes russes en métal junior | Zierer            | 1976      | 2000      |
| Thunder Loop | Montagnes russes assises         | Anton Schwarzkopf | 1979      | 2016      |

### Les attractions aquatiques
| Nom                 | Type               | Constructeur           | Année |
| ------------------- | ------------------ | ---------------------- | ----- |
| Expedition Nautilus | Twist'n'splash     | Mack Rides             | 2013  |
| Ripsaw Falls        | Bûches             | Reverchon              | 1992  |
| Wild West Adventure | Croisière scénique | Mack Rides / Heimotion | 2000  |

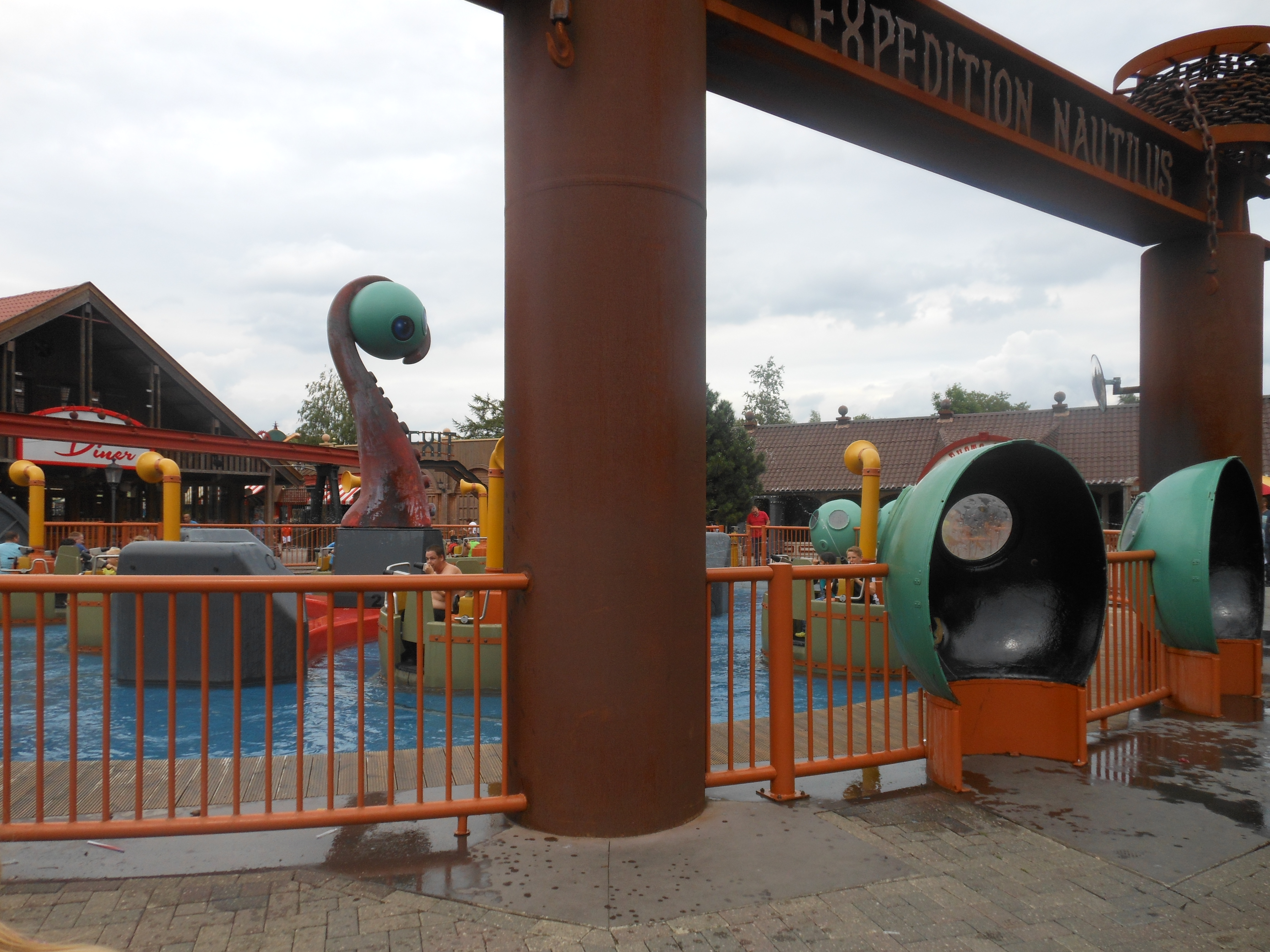
Expedition Nautilus
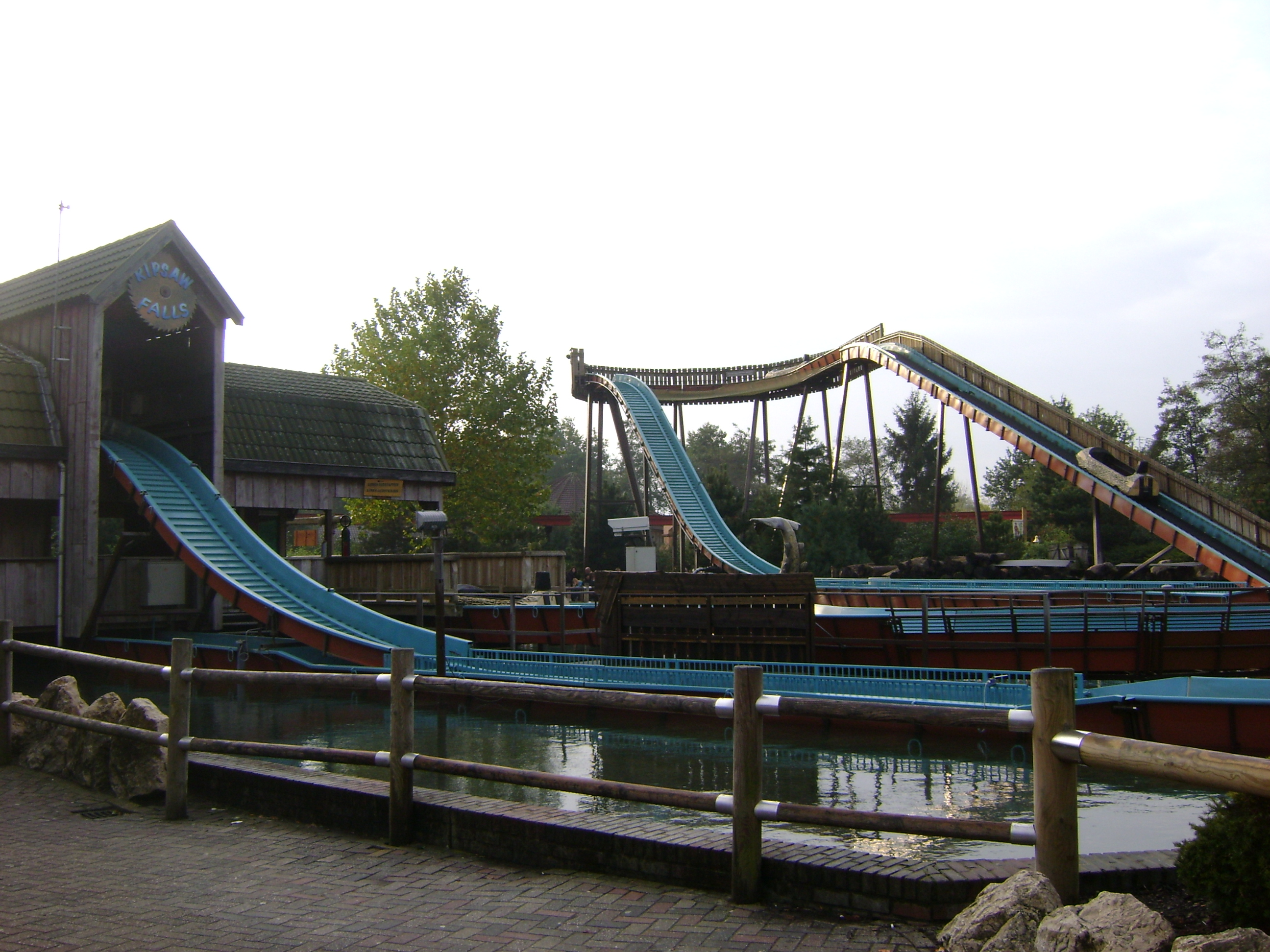
Ripsaw Falls
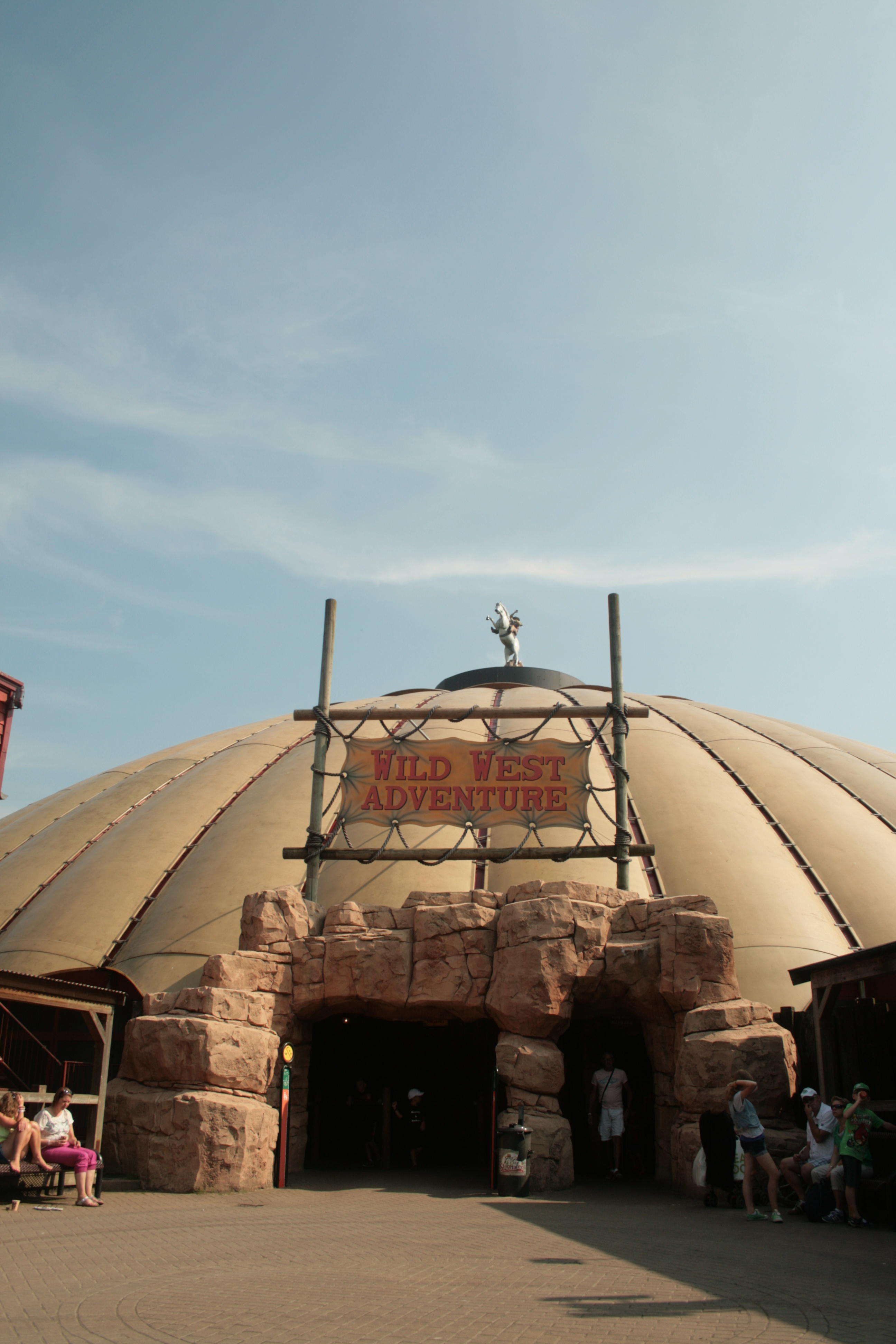
Wild West Adventure

### Les attractions à sensations
| Nom        | Type             | Constructeur      | Année |
| ---------- | ---------------- | ----------------- | ----- |
| Eagle      | Condor           | Huss Rides        | 1998  |
| El Torito  | Pieuvre          | Anton Schwarzkopf | 1973  |
| Enterprise | Enterprise       | Anton Schwarzkopf | 1977  |
| Free Fall  | Tour de chute    | Far Fabbri        | 2003  |
| Pirate     | Bateau à bascule | Huss Rides        | 1997  |
| Tomahawk   | Troïka           | Huss Rides        | 1977  |

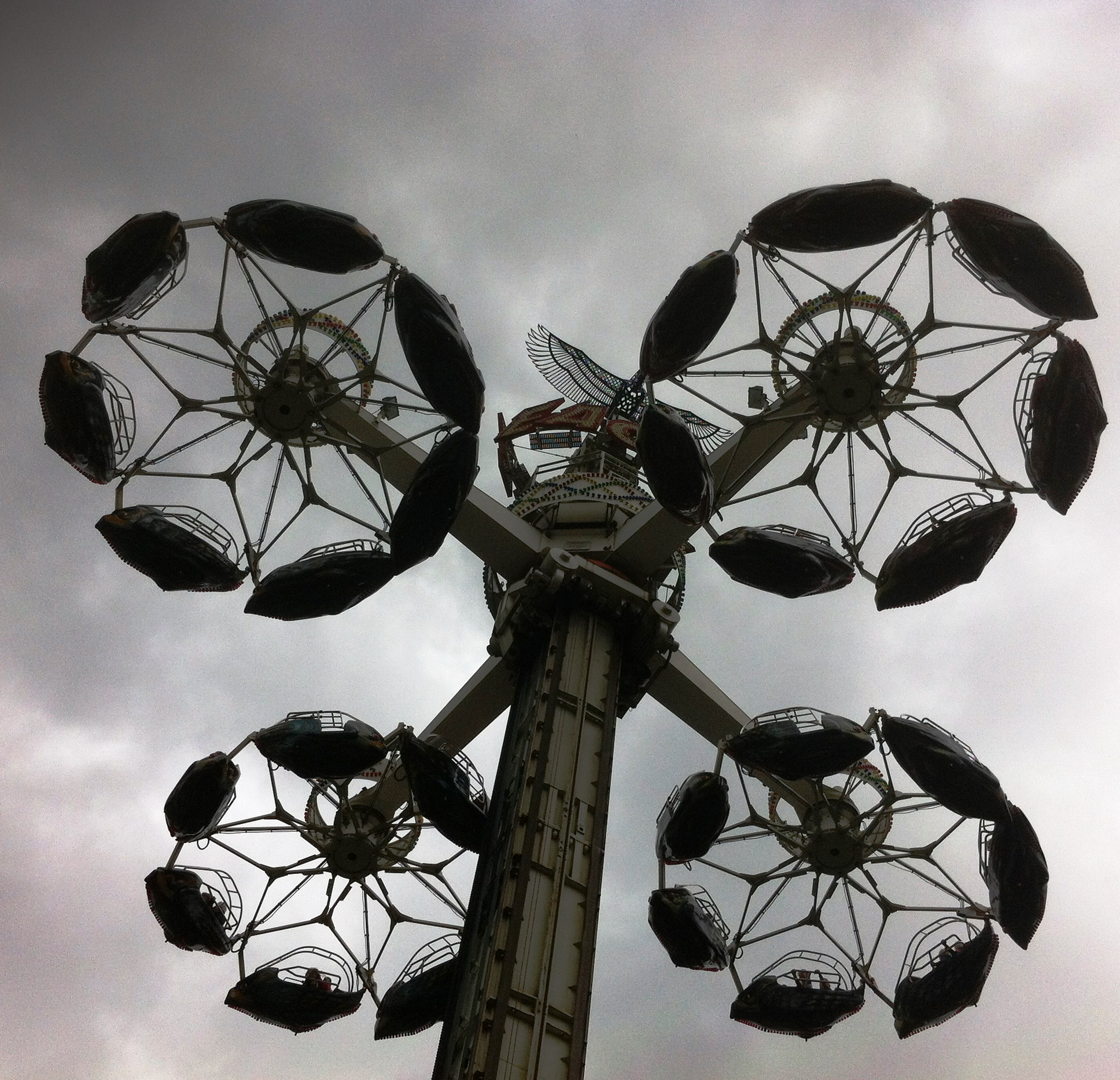
Eagle
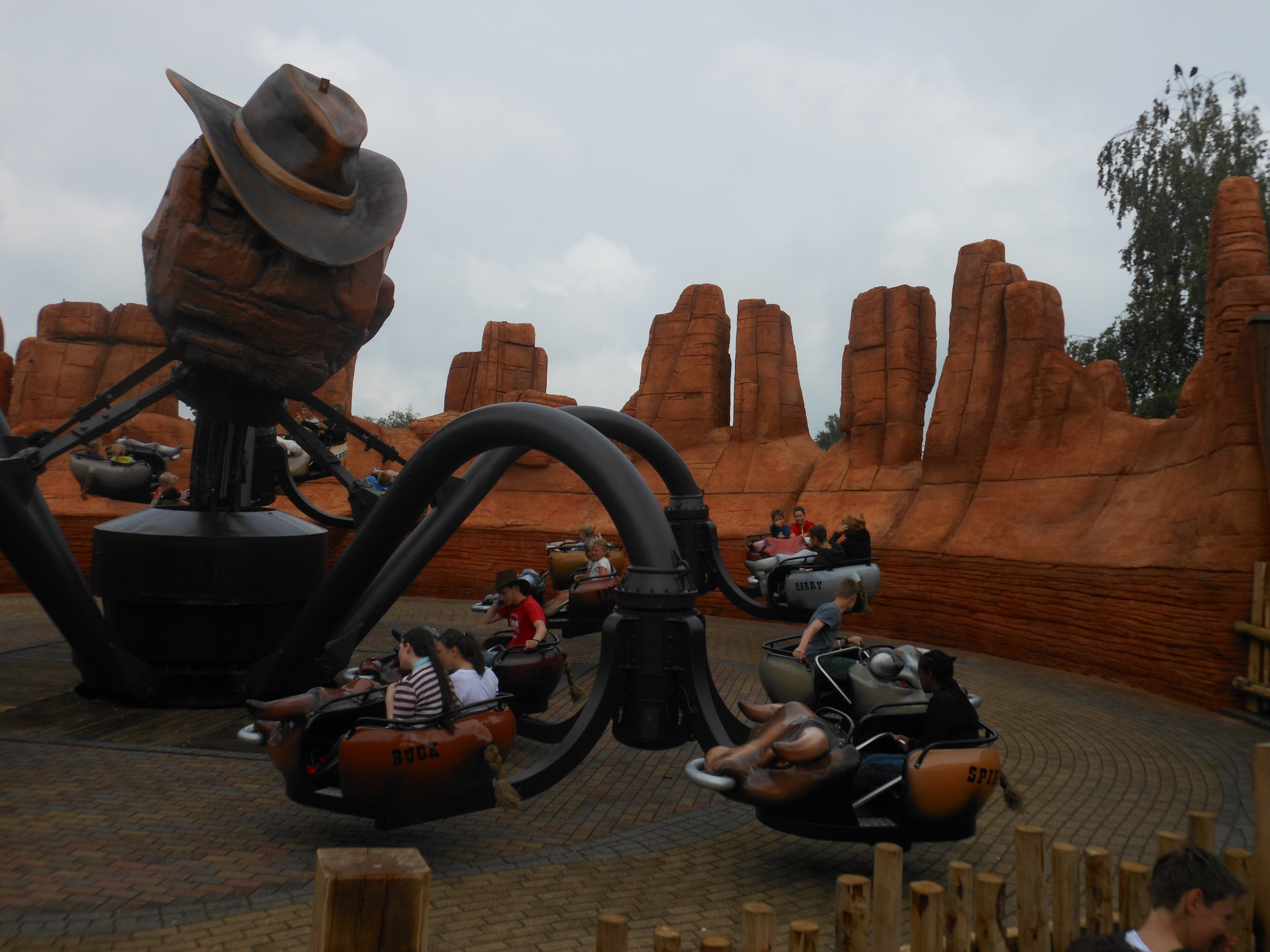
El Torito
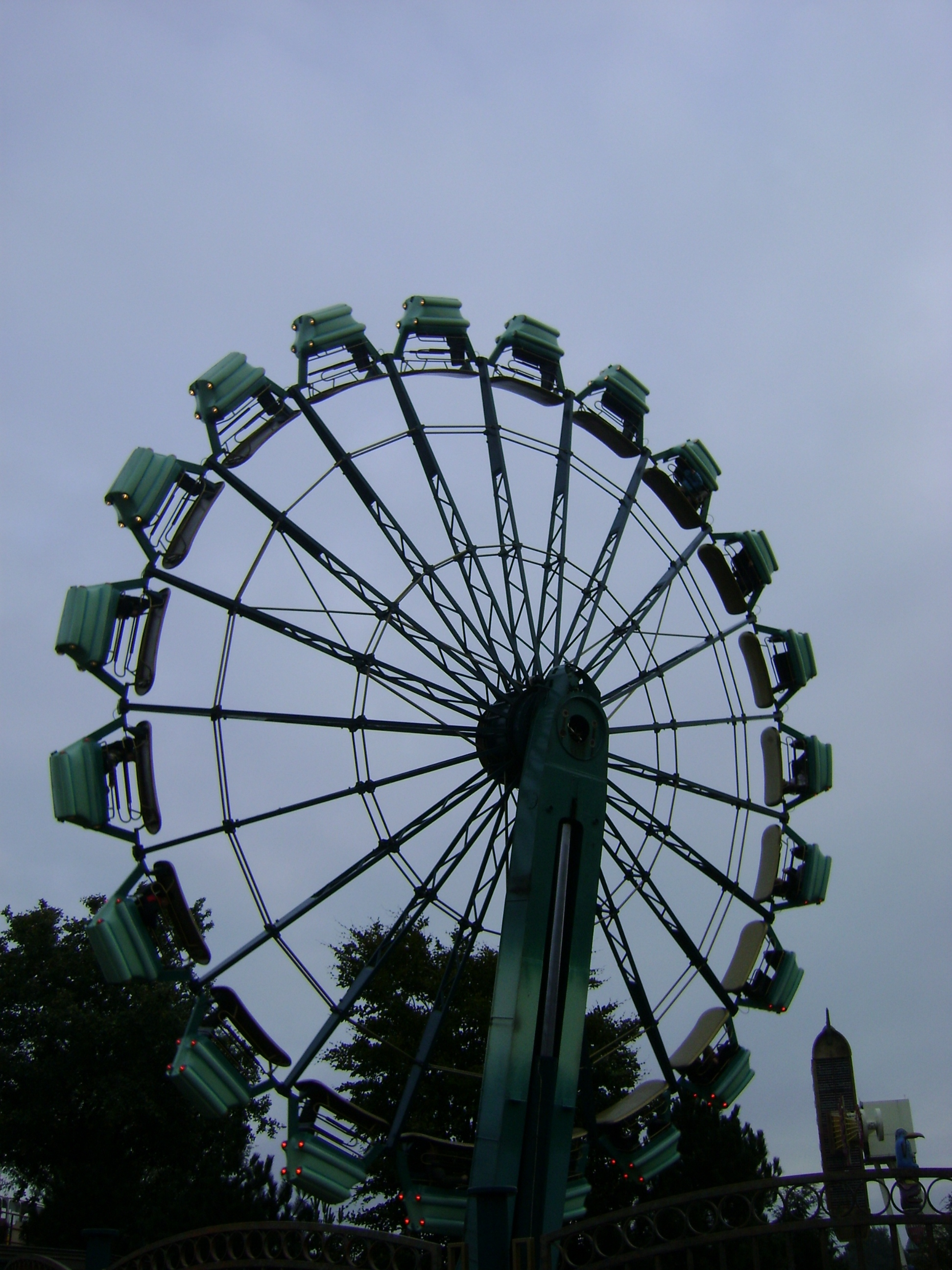
Enterprise
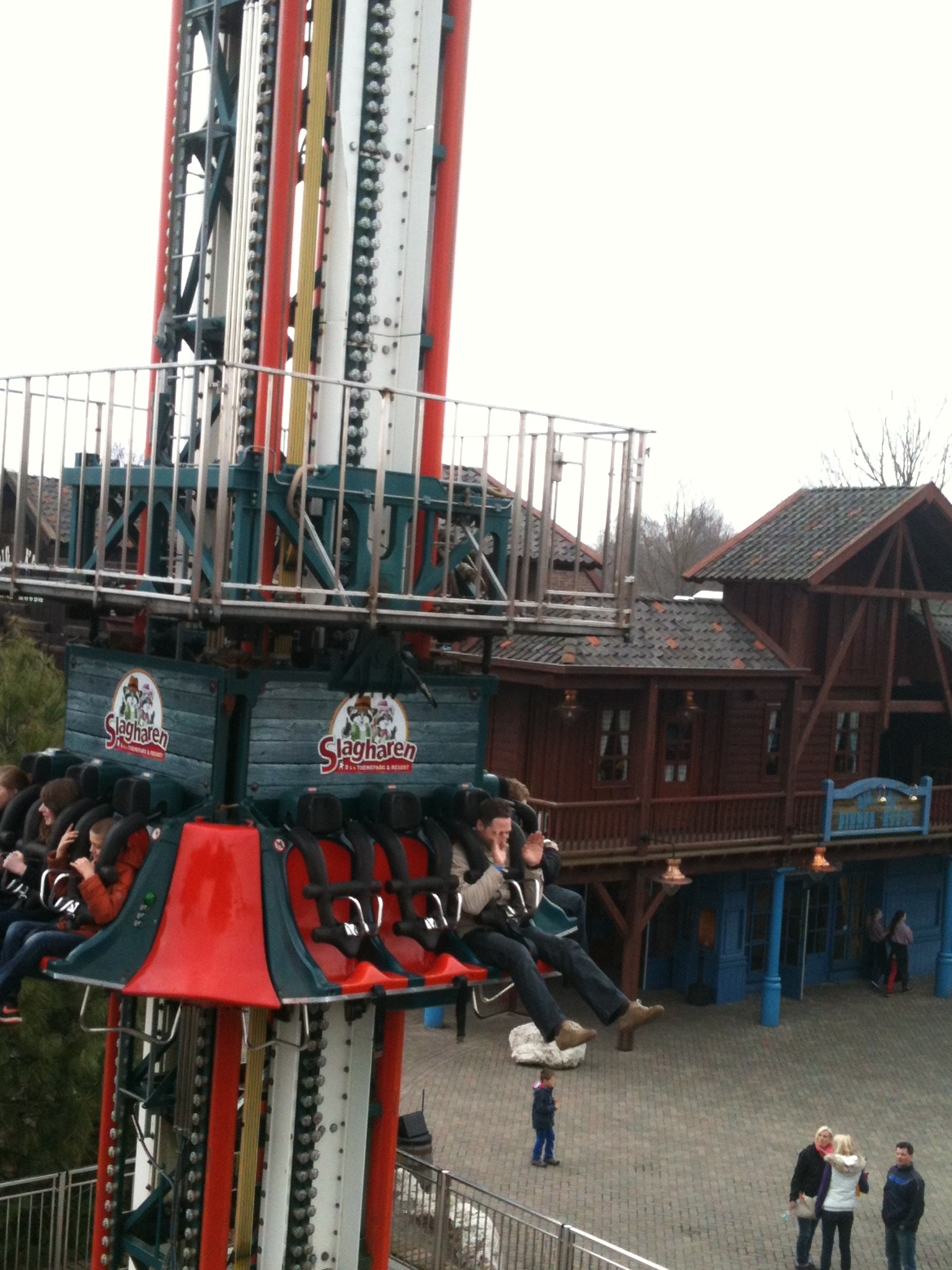
Free Fall
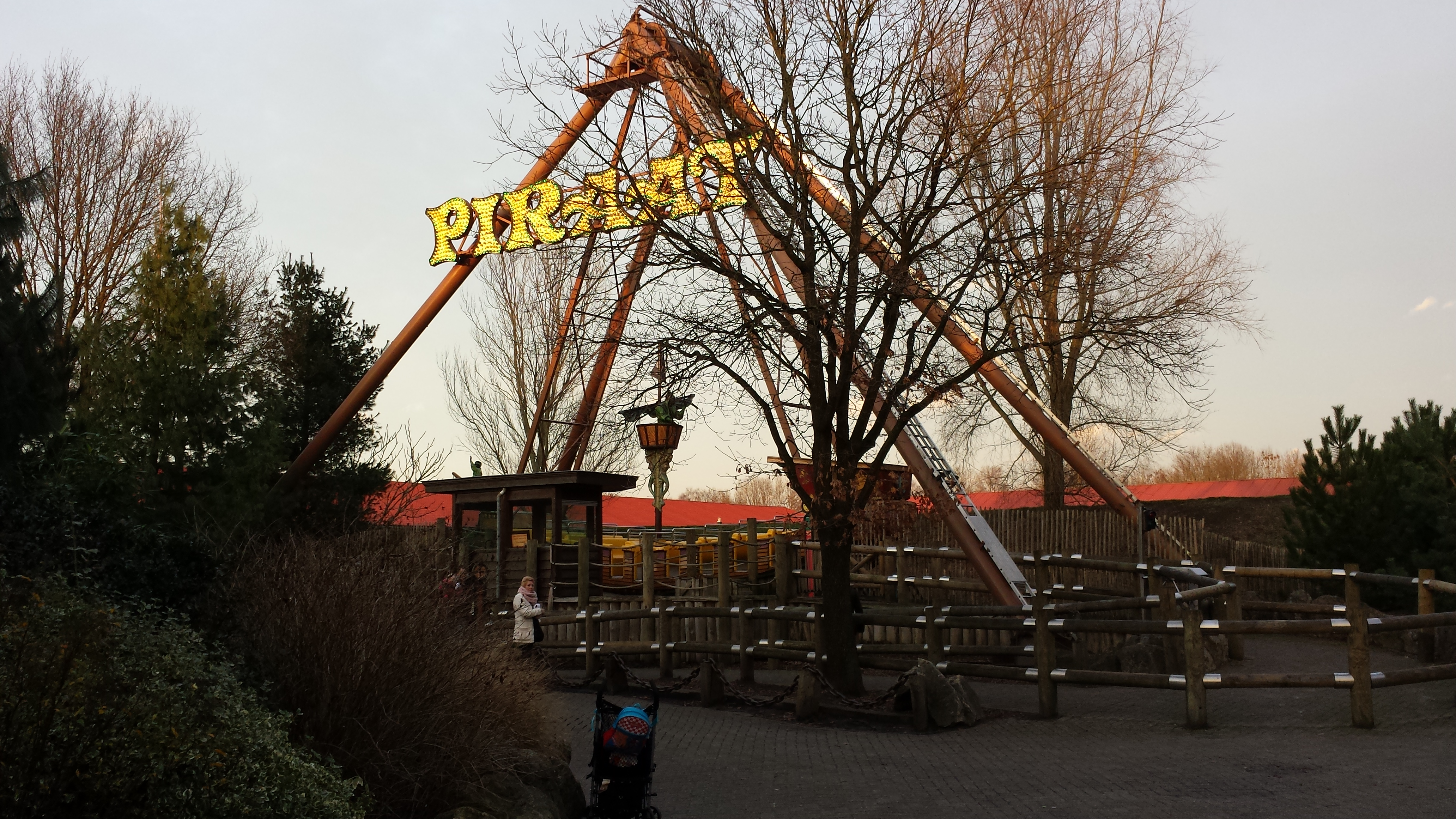
Pirate
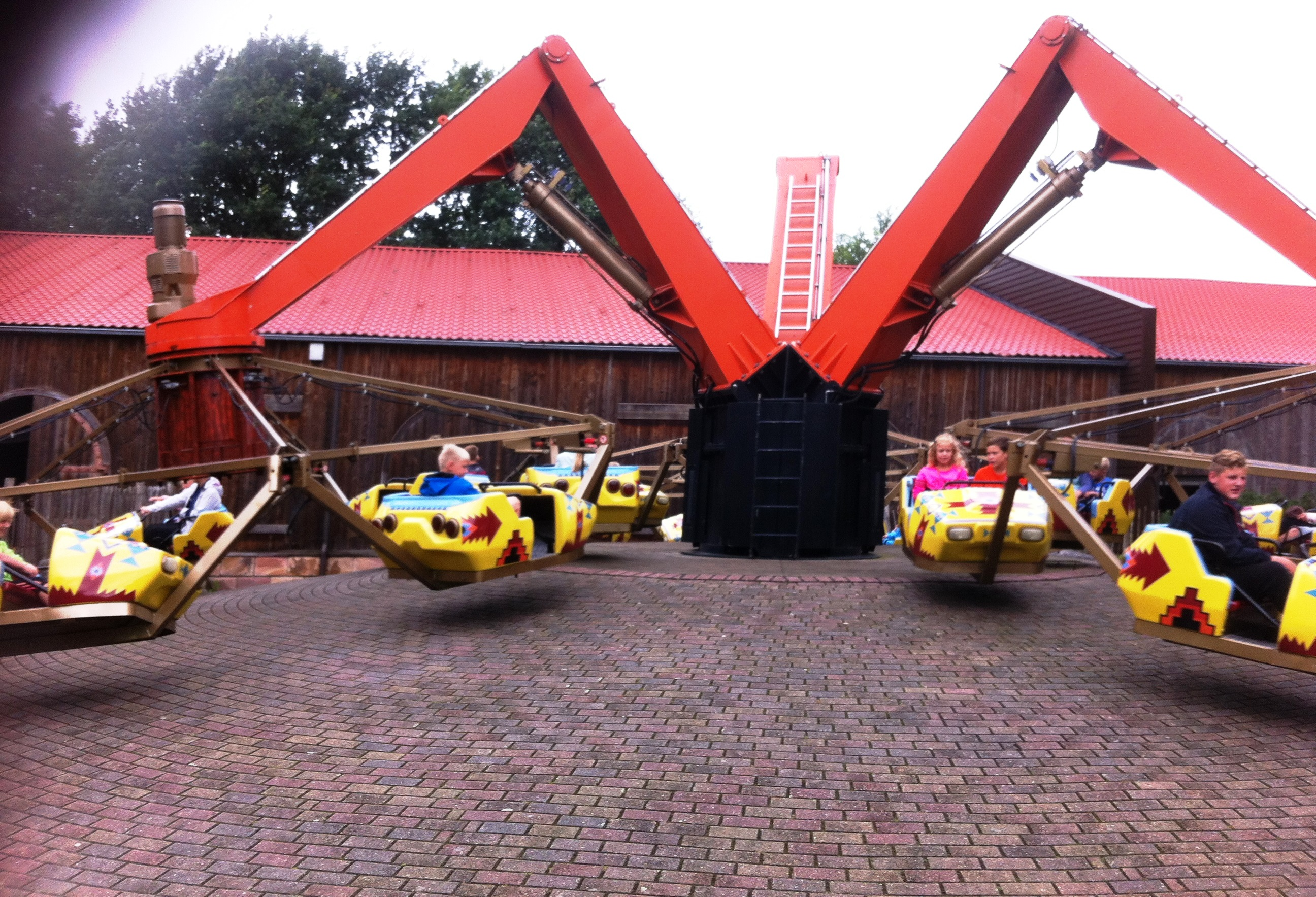
Tomahawk

### Autres
| Nom            | Type             | Constructeur      | Année |
| -------------- | ---------------- | ----------------- | ----- |
| Apollo         | chaises volantes | Anton Schwarzkopf | 1980  |
| Chuck Wagon    | Grande roue      | Zamperla          | 1999  |
| El Teatro      | cinéma 4D        |                   | 2007  |
| Fogg's Trouble | Rockin' Tug      | Zamperla          | 2013  |
| Magic Bikes    | Magic Bikes      | Zamperla          | 2013  |
| Monorail       | Monorail         | Anton Schwarzkopf | 1978  |
| Gallopers      | Carrousel        | Zierer            | 1981  |
| Reuzenrad      | Grande roue      | Anton Schwarzkopf | 1973  |
| Sky Tower      | Tour panoramique | Anton Schwarzkopf | 1979  |

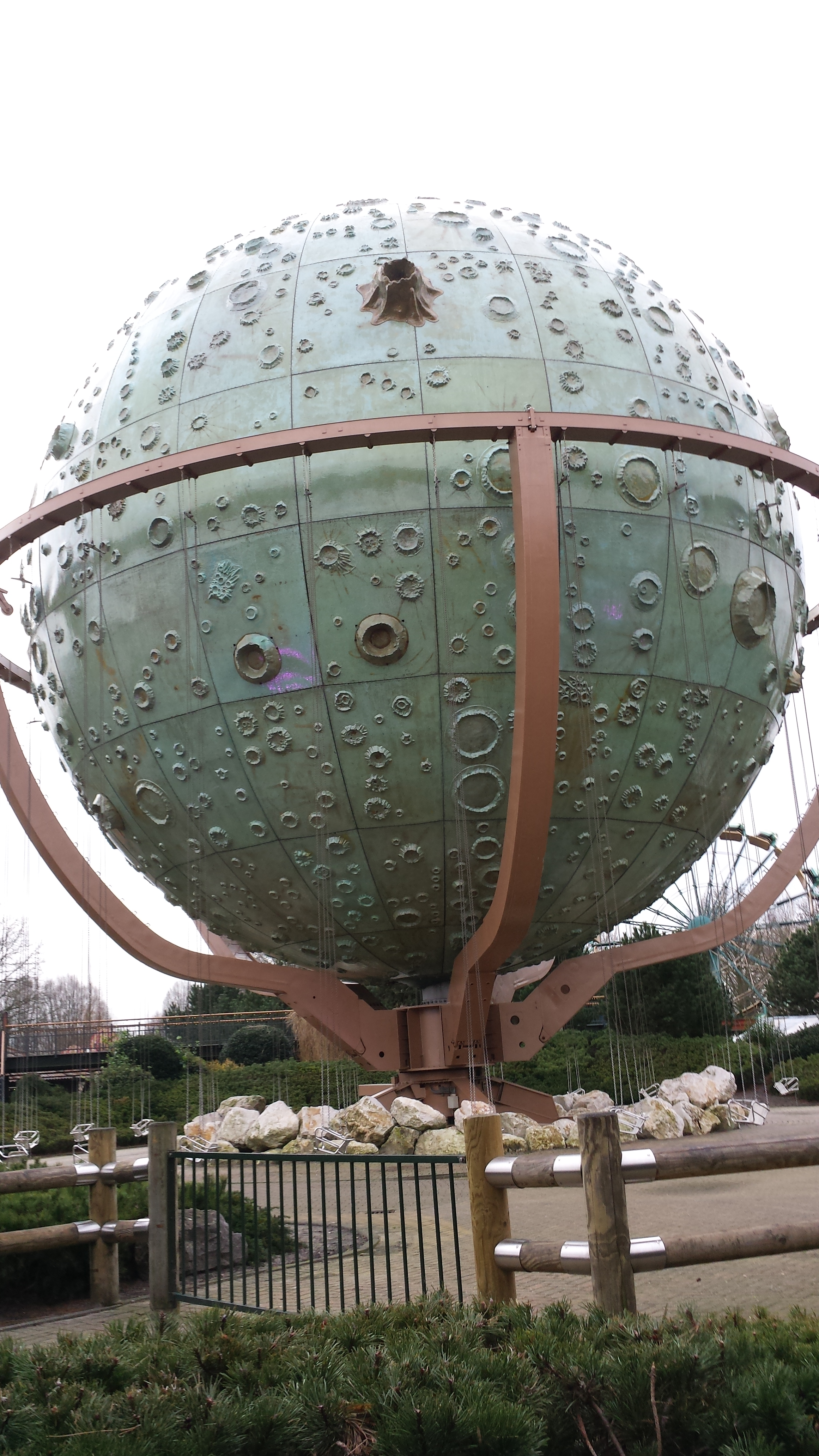
Apollo
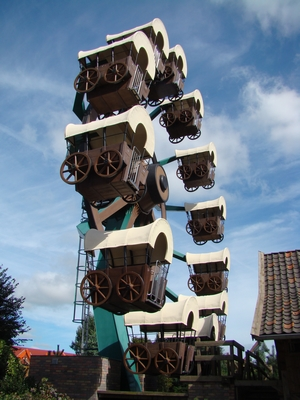
Chuck Wagon
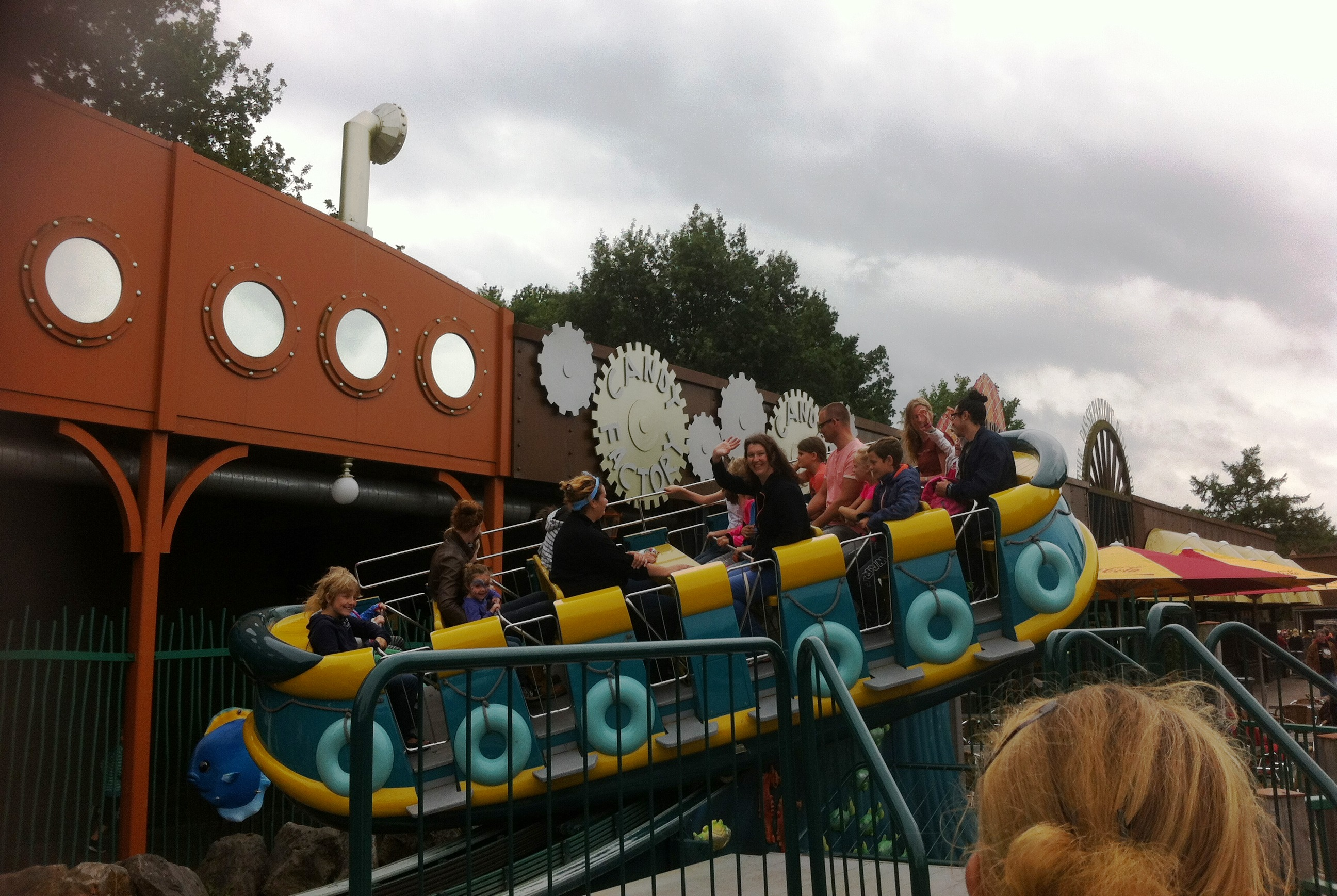
Fogg's Trouble
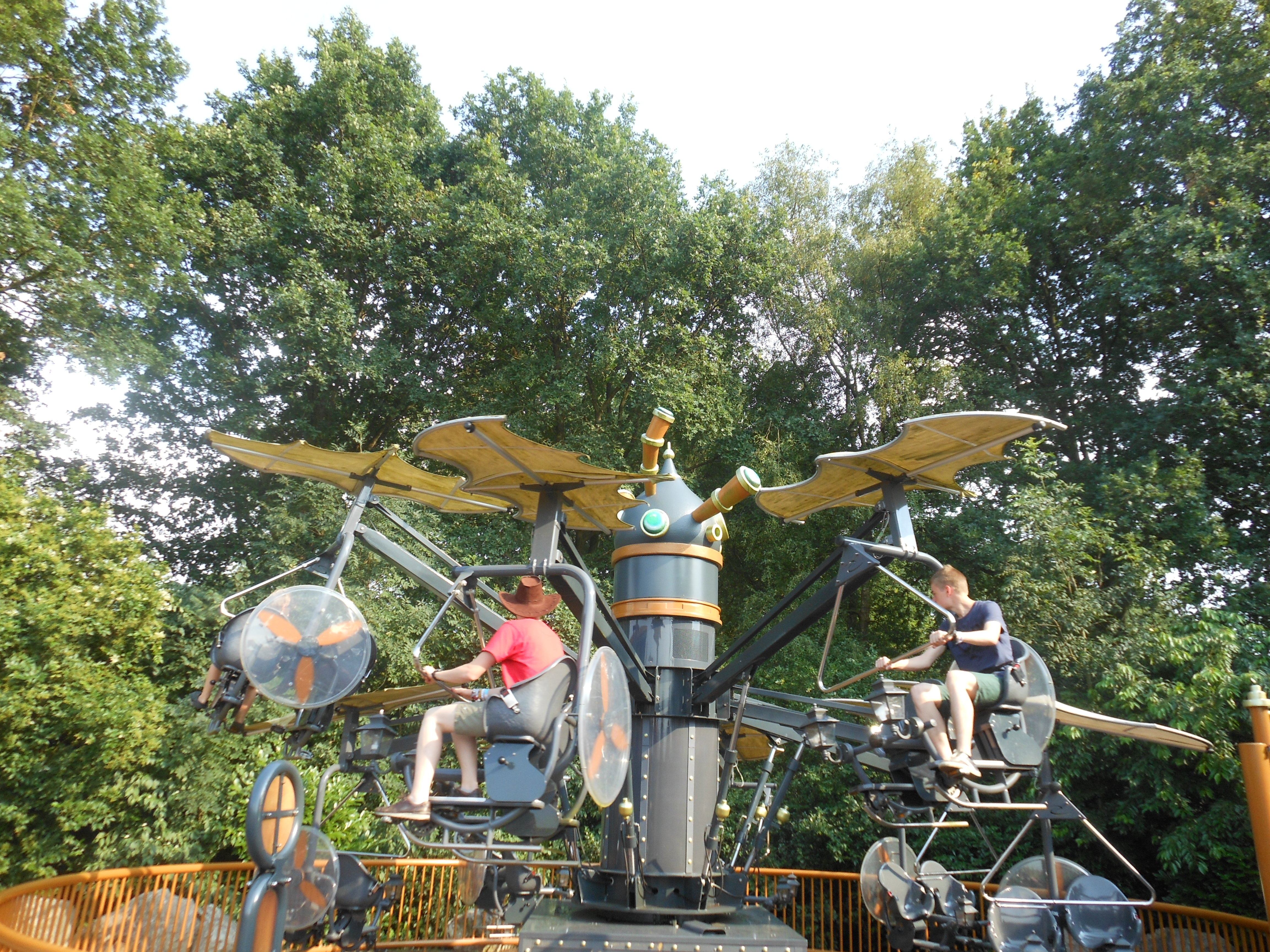
Magic Bikes
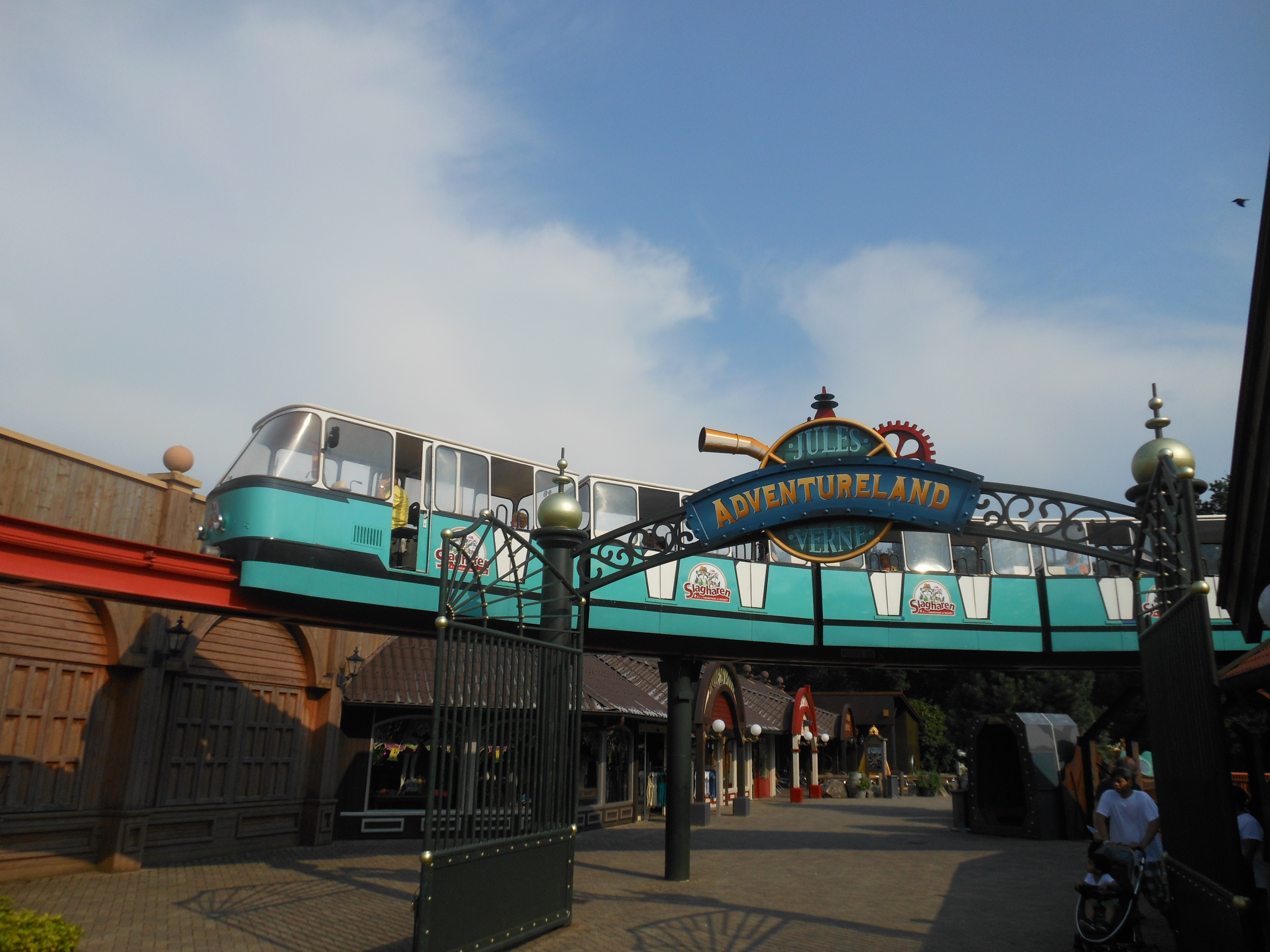
Monorail
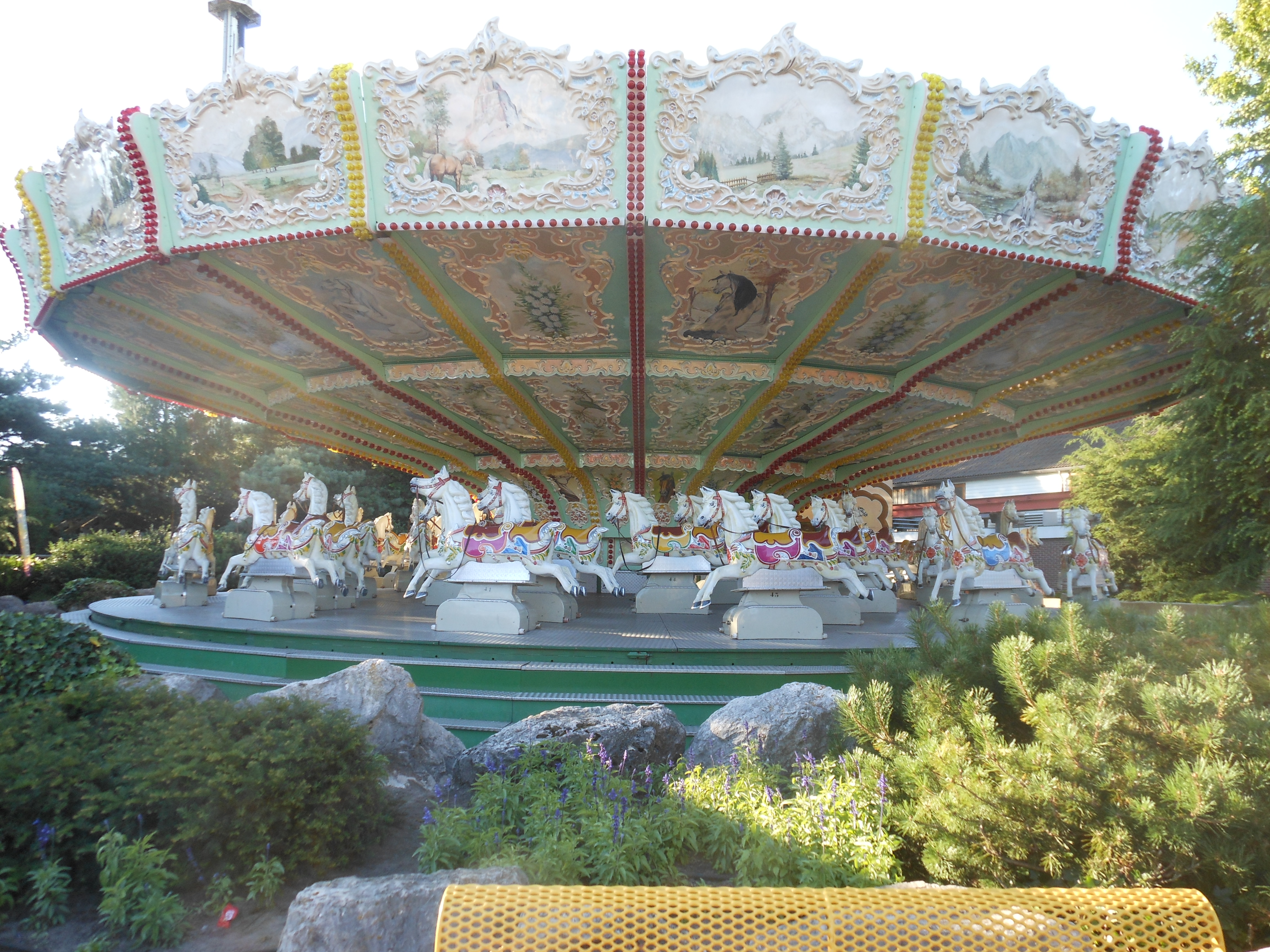
Gallopers
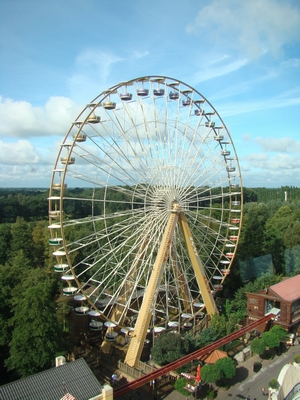
Reuzenrad
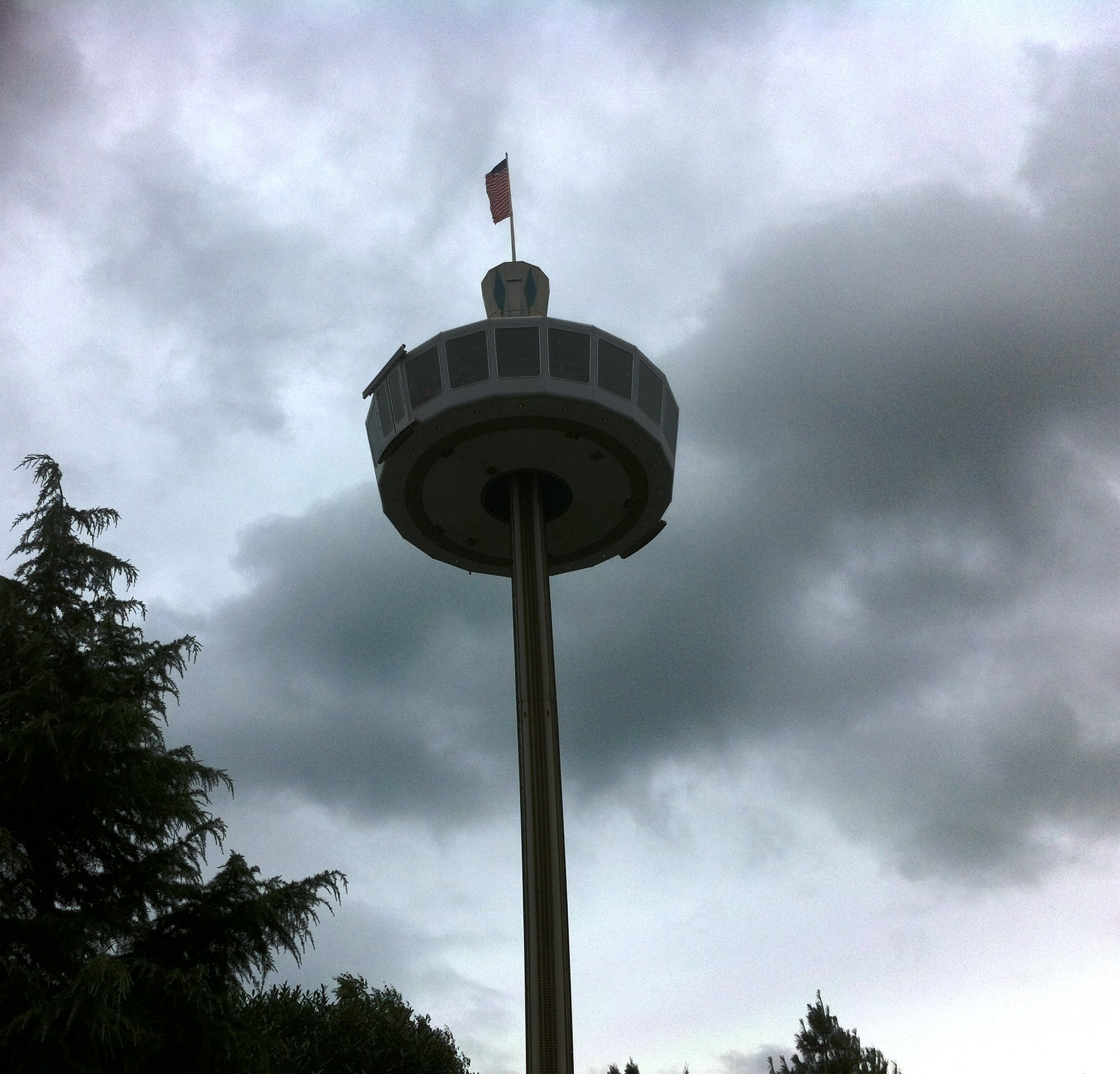
Skytower

### Anciennes attractions
Le monorail du parc est le premier des Pays-Bas.
| Nom               | Type              | Constructeur      | Années      |
| ----------------- | ----------------- | ----------------- | ----------- |
| Ocean of Darkness | parcours scénique |                   | 1968 - 2012 |
| Zwunka            | Tapis volant      | Weber             | 1996 - 2012 |
| Calypso           | Breakdance        | Anton Schwarzkopf | 1979 - 2013 |
| Droomboot         | Kamikase          | Weber             | 1984 - 2014 |

## Galerie

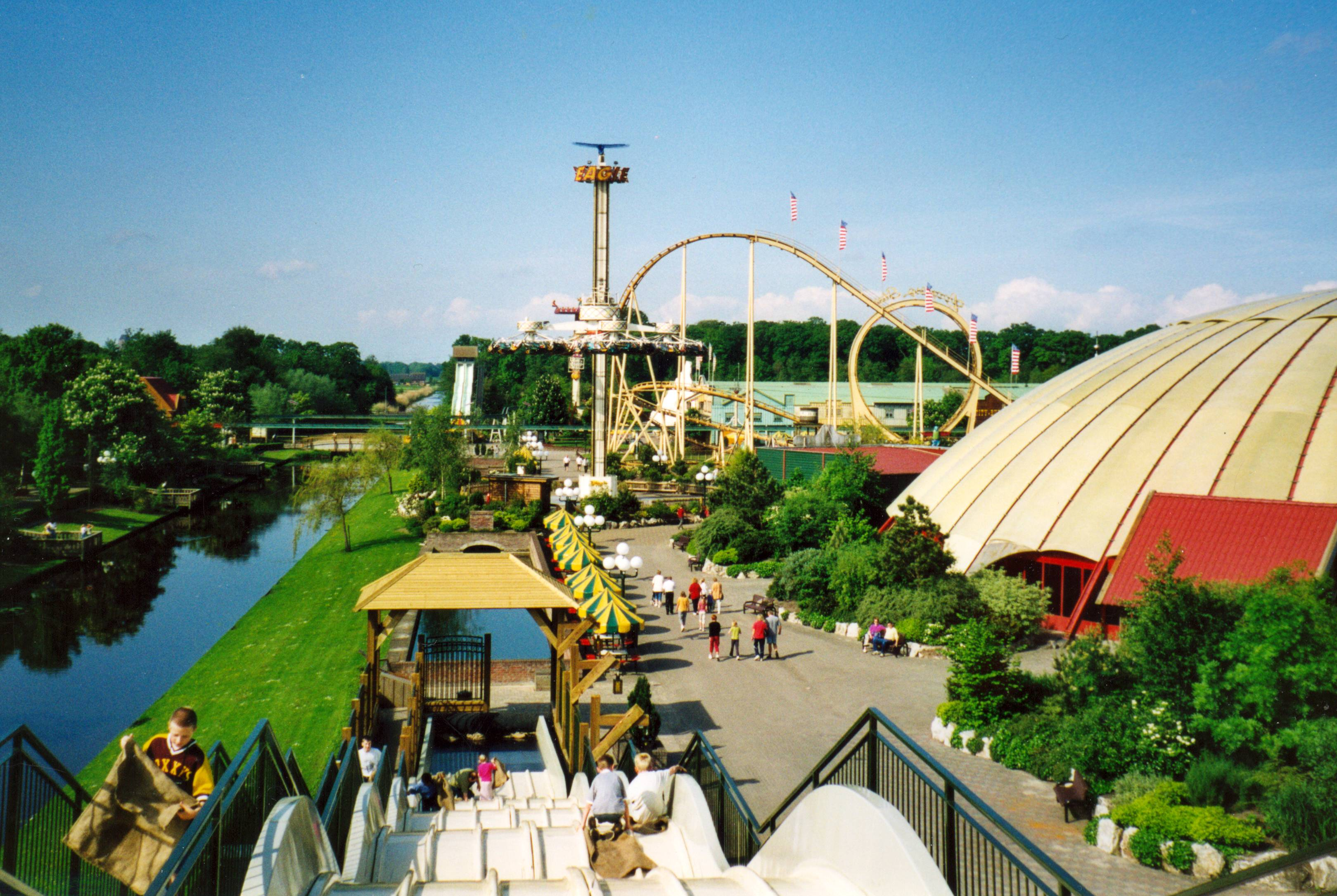
Vue d'ensemble
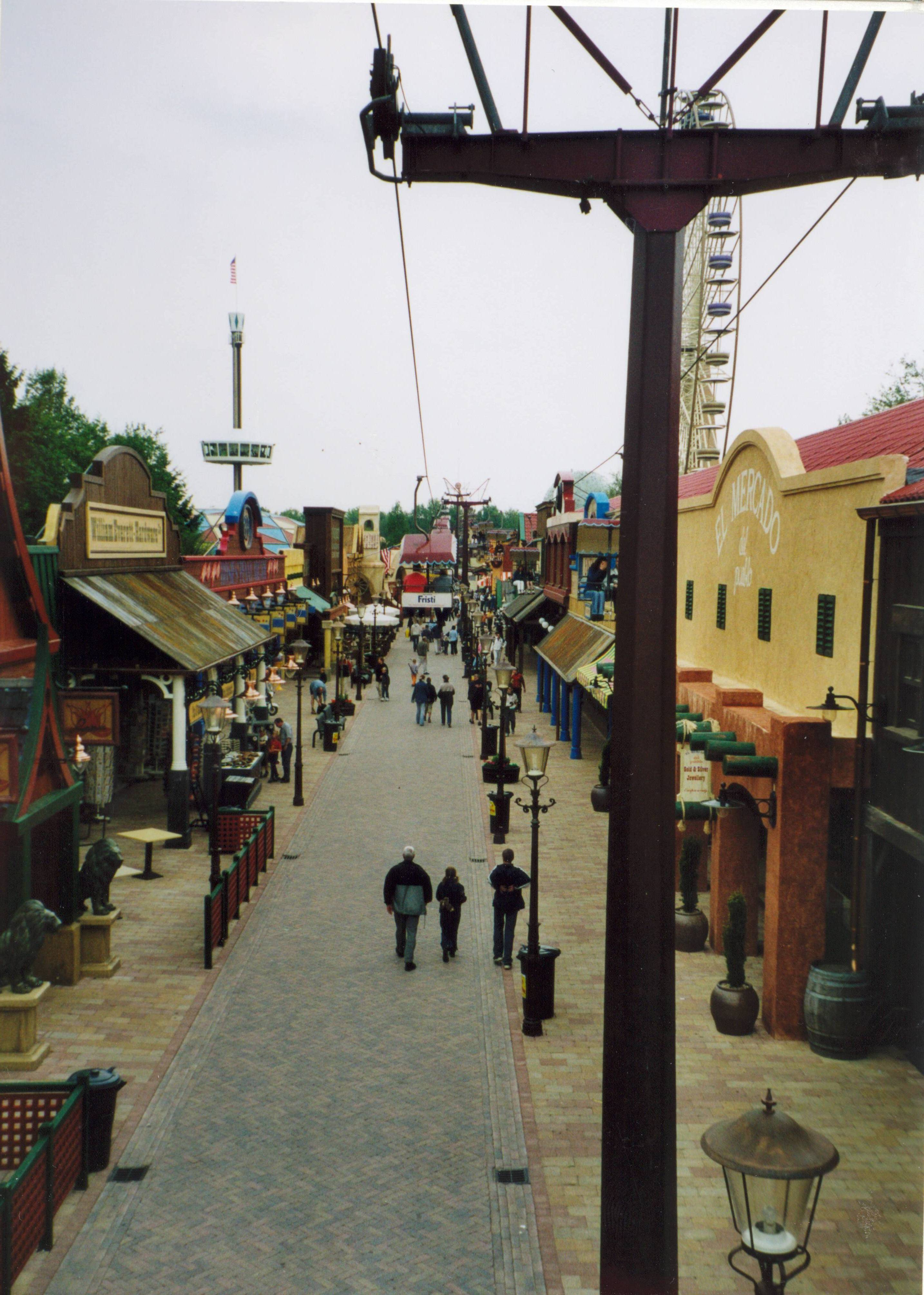
Rue principale
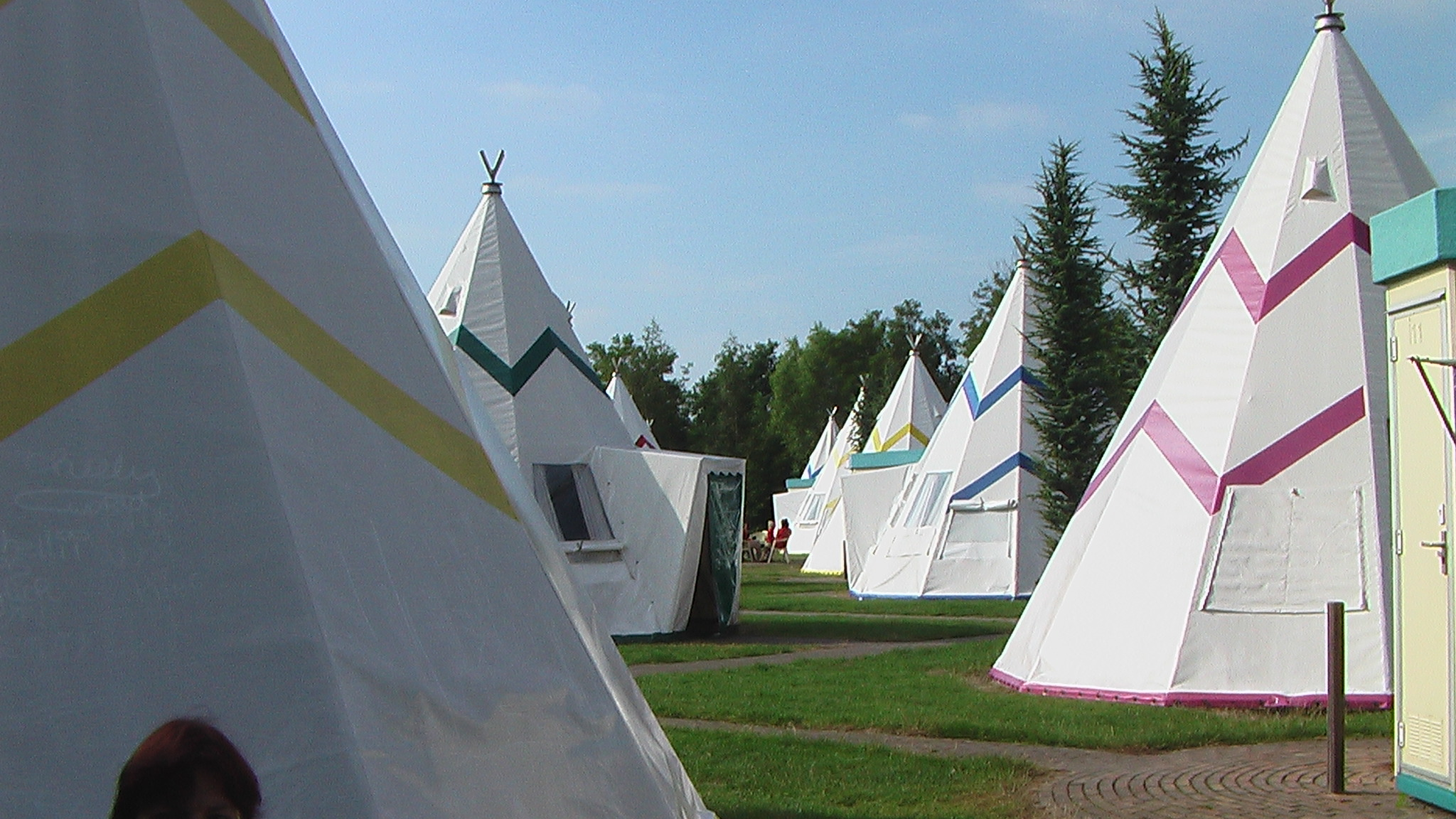
Wigwamwereld Slagharen